# Síndrome de Aicardi-Goutières
El síndrome de Aicardi-Goutières (AGS) es un desorden congénito del desarrollo neuronal mediado por el sistema inmune, causado por mutaciones en los genes SAMHD1, TREX1 o la ribonucleasa H2 (RNASEH2A, RNASEH2B, RNASEH2C). Esta enfermedad neurológica se presenta generalmente a los cuatro meses de edad y se caracteriza por los síntomas neurológicos de calcificación (acumulación de calcio) cerebral, anormalidades de la sustancia blanca, así como atrofia cerebral. Es un tipo de leucodistrofia autosómica recesiva, que se suele presentar en los primeras semanas de vida, siendo generalmente fatal en los primeros pocos años. Si el paciente sobrevive, el tratamiento se focaliza en los síntomas, ya que no se ha podido desarrollar ningún tratamiento efectivo contra sus causas.

## Historia
En 1984, Jean Arcadi y Françoise Goutières describieron a ocho niños de cinco familias que presentaban una encefalopatía grave prematura. Esta se caracterizaba por una calcificación de los ganglios basales, anormalidades en la materia blanca y una linfocitosis crónica del líquido cefalorraquídeo. Los padres de los niños estaban genéticamente relacionados entre sí y los niños eran de ambos sexos. Este hecho sugería que la enfermedad pudiese ser autosómica recesiva. En 1988, Pierre Lebon identificó la característica adicional del mayor nivel de interferón alfa en el líquido cefalorraquídeo sin la presencia de infección alguna en el tejido del sistema nervioso central. Se la refirió como 'Síndrome de Aicardi-Goutières' por primera vez en 1992. Más de 100 casos se han conocido alrededor del mundo, hasta 2009, incluyendo Europa, el norte de África, el continente americano y Japón.